# Burnout Crash
Burnout Crash is een downloadbaar racespel in de Burnout-spelserie. Het werd ontwikkeld door Criterion Games en uitgegeven door Electronic Arts. Het spel kwam in september 2011 eerst uit voor de PlayStation 3 en Xbox 360 via het PlayStation Network en Xbox Live Arcade als downloadbare versie. Een jaar later volgde ook een versie voor iPad en iPhone.
Met Burnout Crash kunnen spelers proberen een zo groot mogelijke crash te veroorzaken op een kruispunt. Er worden punten verdiend met het creëren van schade, maar ook met het vernietigen van de omgeving en andere voertuigen. De speler kan drie voertuigen besturen.
Het spel biedt drie verschillende modi en zestien verschillende kruispunten. De Xbox 360-versie bevat ook een Kinect-modus, die spelers de mogelijkheid geeft gebaren te gebruiken om het spel te besturen.

## Platforms
| platform | jaar                                  |
| -------- | ------------------------------------- |
| 2011     | PlayStation Network, Xbox Live Arcade |
| 2012     | iPad, iPhone                          |

## Ontvangst
| Beoordeeld door | Jaar | Platform      | Score |
| --------------- | ---- | ------------- | ----- |
| GamingLives     | 2011 | Xbox 360      | 90%   |
| Defunct Games   | 2011 | PlayStation 3 | 75%   |
| Jeuxvideo.com   | 2011 | Xbox 360      | 60%   |
| Jeuxvideo.com   | 2011 | PlayStation 3 | 60%   |
| Splitkick       | 2011 | Xbox 360      | 50%   |
| 4Players.de     | 2011 | Xbox 360      | 46%   |
| 4Players.de     | 2011 | PlayStation 3 | 44%   |